# Bad Liar (canção de Imagine Dragons)
"Bad Liar" é uma canção da banda americana de pop rock Imagine Dragons, lançada pelas gravadoras Interscope e KIDinaKORNER em 6 de novembro de 2018 como o quarto single de seu quarto álbum de estúdio, Origins (2018). Foi escrito pela banda juntamente com Aja Volkman e Jorgen Odegard, e produzido por Odegard.
"Bad Liar" alcançou a posição 56 na Billboard Hot 100 dos Estados Unidos. Ele liderou as paradas na República Tcheca e Letônia e alcançou o top 10 na Bélgica, Finlândia, Eslováquia e Suíça; bem como as 20 primeiras posições na Austrália, Áustria, Alemanha, Itália, Nova Zelândia, Noruega, Polônia, Cingapura e Suécia. Em 31 de maio de 2019, foi lançada uma versão "stripped", intitulada "Bad Liar-Stripped".

## Antecedentes
"Bad Liar" foi co-escrito principalmente pelo vocalista do Imagine Dragons, Dan Reynolds, e sua esposa Aja Volkman, pouco antes de se separarem. No entanto, Reynolds disse que o casal não terminou a canção quando estavam divorciados.
A banda norueguesa de rock progressivo Maraton apontou que a imagem da capa de seu single "Blood Music" é a mesma da capa de "Bad Liar", com apenas a cor sendo diferente. O single de Maraton foi lançado em fevereiro de 2018, enquanto a canção de Imagine Dragons só saiu nove meses depois, em novembro. Apesar da inegável semelhança da capa, Maraton divulgou um comunicado revelando que eles haviam comprado a obra de um artista chamado Beeple_crap, mas não havia acordo que lhes desse direitos exclusivos sobre a foto.

## Resposta da crítica
A Idolator chamou a canção de um "hino brutalmente honesto de separação" e a descreveu como "crua e despojada". A Billboard comparou o peso lírico da canção à faixa "Demons" da banda.

## Desempenho nas tabelas musicais
| Tabela (2018–19)                                        | Maior posição |
| ------------------------------------------------------- | ------------- |
| Alemanha (Airplay Chart)                                | 1             |
| Alemanha (Offizielle Deutsche Charts)                   | 16            |
| Austrália (ARIA)                                        | 20            |
| Áustria (Ö3 Austria Top 75)                             | 13            |
| Bélgica (Ultratop 50 da Valônia)                        | 3             |
| Bélgica (Ultratop 50 de Flandres)                       | 10            |
| Canadá (Canadian Hot 100)                               | 50            |
| Cingapura (RIAS)                                        | 18            |
| Escócia (Scottish Singles Chart)                        | 82            |
| Eslováquia (Rádio Top 100)                              | 1             |
| Eslovênia (SloTop50)                                    | 9             |
| Espanha (PROMUSICAE)                                    | 80            |
| Estados Unidos (Billboard Hot 100)                      | 56            |
| Estados Unidos (Billboard Adult Top 40)                 | 11            |
| Estados Unidos (Billboard Adult Alternative Songs)      | 14            |
| Estados Unidos (Billboard Alternative Airplay)          | 8             |
| Estados Unidos (Billboard Rock Airplay)                 | 9             |
| Estados Unidos (Billboard Hot Rock & Alternative Songs) | 2             |
| Estados Unidos (Billboard Mainstream Top 40)            | 21            |
| Finlândia (Suomen virallinen lista)                     | 10            |
| França (SNEP)                                           | 41            |
| Itália (FIMI)                                           | 16            |
| Letônia (Latvijas Top 40)                               | 1             |
| Luxemburgo Digital Songs (Billboard)                    | 1             |
| Nova Zelândia (Recorded Music NZ)                       | 16            |
| Noruega (VG-lista)                                      | 17            |
| Países Baixos (Dutch Top 40)                            | 9             |
| Países Baixos (Single Top 100)                          | 36            |
| Polónia (Polish Airplay Top 100)                        | 2             |
| Portugal (AFP)                                          | 22            |
| Reino Unido (UK Singles Chart)                          | 44            |
| República Checa (Rádio Top 100)                         | 1             |
| República Checa (Singles Digitál Top 100)               | 1             |
| Suécia (Sverigetopplistan)                              | 17            |
| Suíça (Schweizer Hitparade)                             | 4             |

| Tabela (2019)                             | Posição |
| ----------------------------------------- | ------- |
| Alemanha (Official German Charts)         | 32      |
| Austrália (ARIA)                          | 66      |
| Áustria (Ö3 Austria Top 40)               | 31      |
| Bélgica (Ultratop Flanders)               | 33      |
| Bélgica (Ultratop Valônia)                | 21      |
| Eslovênia (SloTop50)                      | 15      |
| Estados Unidos (Billboard Adult Top 40)   | 41      |
| Estados Unidos (Billboard Hot Rock Songs) | 5       |
| Itália (FIMI)                             | 50      |
| Países Baixos (Dutch Top 40)              | 55      |
| Polônia (ZPAV)                            | 15      |
| Suíça (Schweizer Hitparade)               | 13      |